# Fabio Ciaponi
Fabio Ciaponi (8 novembre 1959) è un ex maratoneta e fondista di corsa in montagna italiano.

## Biografia
Tra il 1989 ed il 1993 ha partecipato a cinque edizioni consecutive dei Mondiali di corsa campestre: nel 1989, 1990 e 1992 ha gareggiato nella distanza lunga, piazzandosi rispettivamente in settima, settima e ventunesima posizione e vincendo due ori ed un argento a squadre; nel 1989 si è invece piazzato in sesta posizione nella distanza corta, vincendo la medaglia d'argento a squadre. Infine, si è piazzato in decima posizione nella corsa seniores nel 1993, vincendo la medaglia d'oro a squadre.
É zio di Elisa Sortini, a sua volta fondista di corsa in montagna con presenze in nazionale.

## Palmarès
| Anno | Manifestazione                | Sede                     | Evento         | Risultato | Prestazione | Note |
| ---- | ----------------------------- | ------------------------ | -------------- | --------- | ----------- | ---- |
| 1989 | Mondiali di corsa in montagna | Die e Châtillon-en-Diois | Distanza lunga | 7º        | 1h16'17"    |      |
| 1989 | Mondiali di corsa in montagna | Die e Châtillon-en-Diois | A squadre      | Oro       | 12 p.       |      |
| 1990 | Mondiali di corsa in montagna | Telfes im Stubai         | Distanza lunga | 7º        | 1h18'12"    |      |
| 1990 | Mondiali di corsa in montagna | Telfes im Stubai         | A squadre      | Oro       | 11 p.       |      |
| 1991 | Mondiali di corsa in montagna | Zermatt                  | Distanza corta | 6º        | 55'17"      |      |
| 1991 | Mondiali di corsa in montagna | Zermatt                  | A squadre      | Argento   | 10 p.       |      |
| 1992 | Mondiali di corsa in montagna | Val di Susa              | Distanza lunga | 21º       |             |      |
| 1992 | Mondiali di corsa in montagna | Val di Susa              | A squadre      | Argento   | 24 p.       |      |
| 1993 | Mondiali di corsa in montagna | Gap                      | Corsa seniores | 10º       |             |      |
| 1993 | Mondiali di corsa in montagna | Gap                      | A squadre      | Oro       | 43 p.       |      |

## Campionati nazionali
1990
- 4º ai campionati italiani di corsa in montagna a staffetta[2] (in squadra con Isidoro Cavagna e Giovanni Rossi)

1991
- 4º ai campionati italiani di corsa in montagna a staffetta (in squadra con Davide Pozzi e Giovanni Rossi)

2010
- Argento ai campionati italiani master di corsa in montagna, categoria SM50[3]

## Altre competizioni internazionali
1985
- 21° alla Maratona d'Italia ( Carpi) - 2h26'12"

1986
- 9° alla Maratona di Roma ( Roma) - 2h31'36"
- 4° alla Maratona di Monza ( Monza) - 2h21'25"
- Bronzo al Trofeo Vanoni ( Morbegno)

1987
- 8° alla Milano Marathon ( Milano) - 2h26'14"
- 5° alla Maratona di Monza ( Monza) - 2h26'02"
- 44º alla Cinque Mulini ( San Vittore Olona) - 34'06"

1988
- 12° alla Mezza maratona di Monza ( Monza) - 1h06'10"

1989
- 11° alla Mezza maratona di Monza ( Monza) - 1h05'07"
- 6° alla Ponte in Fiore ( Ponte in Valtellina), 9,4 km - 29'37"

1990
- 12° alla Maratona di Cesano Boscone ( Cesano Boscone) - 2h23'46"
- 6° alla Ponte in Fiore ( Ponte in Valtellina), 9,4 km - 28'54"
- Bronzo alla Marcia Alpina ( Coazze)[4]

1991
- 17º alla Mezza maratona di Monza ( Monza) - 1h08'10"
- 21º al Cross di Vigolo Baselga ( Vigolo Baselga)

1992
- 9° alla Mezza maratona di Monza ( Monza) - 1h07'12"
- Oro al Trofeo Vanoni ( Morbegno) - 30'01"[5]

1995
- 18º al Cross delle Pradelle ( Domegge di Cadore) - 34'10"
- Bronzo al Cross di Azzano ( Azzano San Paolo)

2004
- Bronzo alla Fusino-Malghera - 51'31"[6]
- 6° al Trofeo Massimo Giugni - 40'53"[7]
- 7° al Trofeo Marmitte dei Giganti ( Chiavenna) - 29'51"[8]

2005
- 7° al Trofeo Simone Manzi ( Valchiavenna) - 20'15"[9]

2007
- 15° alla International Snowdon Race (10 miglia) ( Llanberis) - 1h14'00"[10]

2009
- 47º al Trofeo Vanoni ( Morbegno) - 33'38"
- 16° alla Mezzoldo-Cà San Marco ( Mezzoldo) - 48'47"[11]

2010
- Argento ai Mondiali master di corsa in montagna, categoria SM50[12] - 49'22"

2013
- 8° al MiniKima ( Filorera)